# Zhongshan (socken i Kina, Zhejiang)
Zhongshan (kinesiska: 钟山, 钟山乡) är en socken i Kina. Den ligger i provinsen Zhejiang, i den östra delen av landet, omkring 81 kilometer sydväst om provinshuvudstaden Hangzhou. Antalet invånare är 14030. Befolkningen består av 6 987 kvinnor och 7 043 män. Barn under 15 år utgör 14,0 %, vuxna 15-64 år 68 %, och äldre över 65 år 16,0 %.
Genomsnittlig årsnederbörd är 2 207 millimeter. Den regnigaste månaden är juni, med i genomsnitt 474 mm nederbörd, och den torraste är januari, med 82 mm nederbörd.